# Bill Monroe
Bill Monroe, (Rosine, 1911. szeptember 13. – Springfield, 1996. szeptember 9.) amerikai mandolinos, bluegrass énekes, dalszerző. Megteremtette a bluegrasst, emiatt gyakran blugrass atyjának is nevezik. A műfaj nevét zenekaráról, a Blue Grass Boys-ról vette. Testvérei: Charlie Monroe, Birch Monroe, Bertha Monroe.

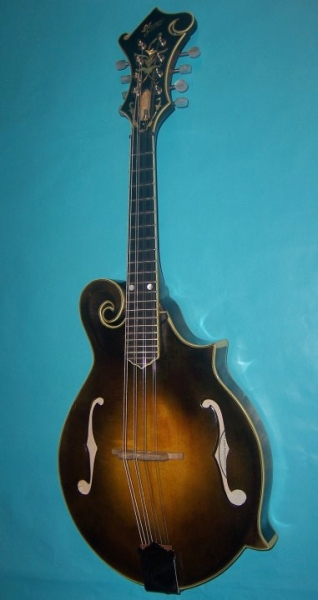
Amerikai bluegrass mandolin

## Pályafutása
Monroe családja farmján született Rosine közelében, Kentucky államban, nyolcgyermekes szülők  legfiatalabbjaként. Édesanyja és testvére, James Pendleton Vandiver zeneileg tehetségesek voltak. A Monroe család otthon zenélve és énekelve nőtt fel.
Bill skót-angol származású volt. Mivel idősebb testvérei, Birch és Charlie már hegedültek és gitároztak, Bill beletörődött a kevésbé kívánatos mandolin használatába. Emlékezett, hogy testvérei ragaszkodtak ahhoz, hogy távolítson el négyet a mandolin nyolc húrjából, hogy ne játsszon túl hangosan.
Monroe édesanyja tízéves korában meghalt, édesapja pedig hat évvel később.
Bill Monroe zenei karrierje az 1930-as években kezdődött, amikor bátyjával, Charlie-val duóként, Monroe Brothersként kezdtek fellépni. Miután a testvérek 1939-ben szétváltak, Bill gyorsan megalapította a Blue Grass Boyst, és ugyanebben az évben rendszeres fellépője lett a Grand Ole Opry-nak.
Mandolinjátékosként Monroe olyan virtuozitást hozott a countryzenébe, amelyre korábban nem volt példa. 1945-ben meghívta Earl Scruggs-ot, aki ugyanazt tudta a bendzsóval, mint ő a mandolinnal. Ők, és Lester Flatt énekes/gitáros lett az első igazi bluegrass zenész.
Az évek során több mint 150 zenész tagja volt a Blue Grass Boysnak. Sokan közülük később önálló sztárrá váltak, köztük Mac Wiseman, Sonny Osborne, Jimmy Martin, Don Reno és Carter Stanley.
1967-ben Monroe alapította az éves bluegrass fesztivált a dél-indianai Bean Blossomban, egy parkban. A fesztivál rendszeresen több ezer embert vonzott és 1973-ban jelent meg egy dupla LP a fesztiválról. Az éves Bill Monroe Bean Blossom Bluegrass Fesztivál ma a világ legrégebbi folyamatosan megrendezett éves bluegrass fesztiválja.
Monroe későbbi időszakában nagyrészt instrumentális szerzemények születtek. Egy 1989-es élő albummal ünnepelte 50. évfordulóját a Grand Ole Opry-ban. 1990. április 7-én Monroe fellépett a Farm Aid IV rendezvényen Indianapolisban sok más előadóval együtt.
Monroe utolsó fellépése 1996. március 15-én történt. Znészpályafutását áprilisban fejezte be szélütést követően. 1996. szeptember 9-én halt meg Springfieldben, Tennessee államban, négy nappal 85. születésnapja előtt.
Bill Monroe-t 1971-ben beiktatták a Country Zenei Hall of Fame-be és a Nashville-i Dalszerzők Hall of Fame-jébe, 1989-ben az IBMA Hall of Fame-be, 1991-ben a Nemzetközi Bluegrass Zenei Hírességek Hall of Fame-be, 1997-ben a Rock and Roll Hall of Fame-be („korai hatása” miatt), továbbá 2002-ben az Amerikai Country Zenei Hall of Fame-be és a Kentucky Music Hall of Fame-be.

## Stúdióalbumok
- Knee Deep in Blue Grass (1958)
- I Saw the Light (1958)
- Mr. Blue Grass (1961)
- Bluegrass Ramble (1962)
- Bluegrass Special (1963)
- I'll Meet You in Church Sunday Morning (1964)
- Blue Grass Time (1967)
- Kentucky Blue Grass (1970)
- Uncle Pen (1972)
- Father & Son (1973)
- Road of Life (1974)
- Weary Traveller (1976)
- Bluegrass Memories (1977)
- Together Again (1979)
- Master of Bluegrass (1981)
- Bill Monroe and Friends (1983)
- Stars of the Bluegrass Hall of Fame (1985)
- Bluegrass '87 (1987)
- Southern Flavor (1991)
- Cryin' Holy unto the Lord (1998)

## Filmek
- Bill Monroe az IMDb-n

## Díjak
- 1970: Country Music Hall of Fame
- Peabody-díj
- 1995: National Medal of Arts
- 1993: Grammy Életmű-díj
- 1997: Rock and Roll Hall of Fame